# Kenzo Takada
Kenzo Takada (高田賢三, Takada Kenzō) (Himeji, 27 februari 1939 – Neuilly-sur-Seine, 4 oktober 2020) was een Japanse modeontwerper. Hij was de stichter van Kenzo, een modehuis dat vooral kleding, parfums en huidverzorgingsproducten maakt.

## Studie
Kenzo Takada’s belangstelling voor mode ontstond op een redelijk vroege leeftijd, toen hij de modetijdschriften van zijn oudere zussen te pakken kreeg. Op zijn 18e ging hij naar de Universiteit voor Vreemde Studies in Kobe, zoals zijn nogal traditionele ouders het wilden. Daar bleef hij niet lang omdat hij de lessen nogal saai en vervelend vond.
In 1958 ging hij naar de modeacademie Bunka in Tokio. Deze had nog maar net zijn deuren geopend voor mannelijke studenten.

## Begin van de loopbaan
In 1960 won hij de prestigieuze Soen-prijs voor zijn ontwerpen. Kort daarna ging hij aan de slag bij het warenhuis Sanai als ontwerper van meisjeskleding. Daar ontwierp hij zo’n 40 verschillende ontwerpen per maand.
In 1964 verhuisde hij naar Parijs, waar hij zijn geld vooral verdiende door schetsen te verkopen. Omdat hij nog niet over de geldelijke middelen beschikte om dure stoffen te kopen, kocht hij ze op de vlooienmarkt. Daar kocht hij kleine lappen stof in verschillende kleuren, en naaide deze vervolgens aan elkaar. Door het gebruik van die verschillende stoffen en kleuren zijn zijn eerste ontwerpen nogal kleurrijk.
Hij probeerde zoveel mogelijk modeshows bij te wonen en zo contacten te leggen in de modewereld. Het bijwonen van al die verschillende shows had natuurlijk ook invloed op Takada. Zo waren de ontwerpen van André Courrèges een bron van inspiratie voor 30 nieuwe designs door Takada. Van de 30 schetsen werden er vijf geaccepteerd door Louis Feraud, een Franse modeontwerper. Vervolgens werkte Takada enkele jaren voor verscheidene warenhuizen, waaronder de textielgroep Pesanti en Relations Textiles.
Takada’s succes begon in 1970 met Jungle Jap, zijn eerste eigen boetiek in Parijs. Deze winkel lag meer specifiek in de Galleria Vivienne. De winkelruimte was oorspronkelijk een antieke kledingwinkel, maar Takada renoveerde die eigenhandig. Het was ook de setting van de eerste modeshow waarin hij zijn creaties aan het publiek toonde. Hij hield het niet enkel bij modeshows, maar ging zijn designs ook letterlijk aan de man brengen. Hij ging haast elk modemagazine af om zijn creaties te tonen. Er kwam een creatie van de jonge ontwerper op de cover van Elle.
De ontwerpen die hij destijds maakte, bestonden vooral uit losse casual kleding, zoals ruim zittende gestreepte overalls met olifantenpijpen. Daarmee hield hij zich totaal niet aan de atomic age-mode van toen, maar liet zich inspireren door traditionele Japanse kledij, zoals kimono's en yukata's. Hij maakte ook de mouwen veel breder en veranderde de vorm van de schouders. Parijs maakte dankzij hem eindelijk kennis met het Oosterse gebruik van het wikkelen van losse gewaden. Daarnaast was hij ook een pionier in het maken van kleding die voor 100% uit katoen bestaat.

## Hoogtepunt van zijn roem
Het was het Amerikaanse Vogue dat in 1971 voorspelde dat zijn smock-tentjurken, oversized-tuinbroeken, ongebruikelijke schoudervormen en verbrede mouwen de nieuwe trend in Parijs zouden worden. Al snel stond Takada bekend om zijn gave de Japanse traditionele kledij samen te laten smelten met vernieuwend stofgebruik. In november van datzelfde jaar verhuisde zijn winkel naar Passage Choiseul 28 in het 2de arrondissement te Parijs. Daar wonnen Takada’s creaties meer en meer aandacht en populariteit. In maart van dat jaar kwam een Amerikaanse inkoper naar Jungle Jap voor een outfit met een gele satijnen short als blikvanger. Datzelfde shortje was later terug te zien in 'Vogue's Own Boutique'. Takada hield de maand daarop een show in de Galerie des Champs-Éllysées te Parijs. Hij besloot vervolgens diezelfde show ook te geven in Japan en New York. Bij zijn eerste bezoek aan Manhattan in juni werd hij gedagvaard door de Japanese American Citizens League. Ze eisten van hem dat hij de naam "Jap" zou laten vallen omdat deze nogal denigrerend was volgens hen. Takada werd niet vervolgd, maar besloot toch zijn kledij onder een andere naam te verkopen in de Verenigde Staten. Hij koos er uiteindelijk voor om het label "Kenzo" op te richten. Het bedrijf bleef echter hetzelfde, maar kreeg wel een andere schrijfwijze: "J.A.P." Kenzo's creaties maakten wederom een verschijning in American Vogue. Zo maakte ze deel uit van "What's new from Europe", hierin werd een gestreepte gebreide shorts-look in laagjes beschreven als "frisse, jonge, mode-achtige mode".
In 1972 won het label - in de Amerikaanse pers werd gerefereerd aan J.A.P. Kenzo - de prestigieuze Fashion Editor Club Of Japan's prijs. In april hield hij een defilé in Gare d'Orsay te Parijs. Ze verwachtten 800 gasten, maar stonden perplex toen er zo'n 3000 mensen kwamen opdagen. Door deze onverwachte stroom van mensen moest het defilé halverwege gestopt worden. De modellen hadden immers geen plek om zich netjes voort te kunnen bewegen.
De Jungle Jap boutique verhuisde in 1976 opnieuw, ditmaal naar Place des Victoires. Op deze manier wilden ze wat meer serieus volk aantrekken. Takada's zakenpartner beweerde dat ze moesten bewijzen aan vrouwen dat Takada's mode niet enkel plezier is: "Dat een model echt de catwalk kan verlaten en direct de lift kan nemen in een kantoor zonder zich er excentriek bij te voelen."
In 1977 hield Takada een groots feest: Vice-Versa. In Le Palace werden mannen verwacht in vrouwenkledij en vrouwen in mannenkledij. Onder deze gasten waren ook Mick Jagger en Jerry Hall. Volgens Carine Roitfeld, toekomstig moderedacteur, was het Takada die de jaren 70 in Parijs voor zovelen zo geweldig maakte. In september werd Studio 54 te New York de locatie voor zijn modeshow. Ook vroeg hij dance-music diva Grace Jones om te komen optreden.
Kenzo Takada werd gevraagd om de kostuums te ontwerpen voor de opera "Der Jahreslauf" van de Duitse componist Karlheinz Stockhausen. Dit opera werd in de Opéra Comique te Parijs gehouden. Dat jaar verzorgde hij ook in een april een defilé in het Circus Knie van Zürich. Op het eind van het defilé kwam hij binnen op de rug van een olifant. Het was ook de eerste keer dat zijn collectie in Zürich getoond werd.
1981 is het jaar waarin hij "Rêve après Rêve" regisseerde. De film werd ook door Takada zelf geschreven met hulp van Xavier De Castella.
De jaren daarop kwamen er steeds meer verschillende modelijnen door Kenzo: zo kwam er in '83 een herencollectie. Kenzo Jungle en Kenzo Jeans volgde drie jaar later pas. In datzelfde jaar werd er ook een herenboetiek geopend in Boulevard Raspail te Parijs. Kenzo Kids en Kenzo Bed-and-Bath werden in '87 gelanceerd. Ook Album by Kenzo werd datzelfde jaar opgericht, maar werd enkel bij The Limited te New York verkocht. In het jaar daarop kwam het iconische vrouwenparfum Flower uit. Later lanceerde hij ook Kenzo Maison voor binnenhuisdecoratie in 1989.
In hetzelfde jaar waarin hij Kenzo Maison lanceerde, koos hij ervoor om een tentoonstelling te houden in zijn geboortestad, Himeji. Voor de ogen van meer dan 21000 toeschouwers hield hij een defilé voor een kasteel in de stad. Het hele gebeuren duurde drie dagen.
Het 20-jarig jubileum van het bedrijf in 1990 werd gevierd in het École des Beaux-Arts te Parijs. Het jaar daarop begon men met de constructie van een hoofdkwartier, kantoren en een warenhuis te Montbazon, gelegen in centraal Frankrijk. Datzelfde jaar nog kwam Kenzo in juni met een nieuw geurtje voor mannen, met de naam Kenzo Pour Homme.
In 1992 kwam hij met een collectie kimono's die hij presenteerde in het Ritz te Parijs. Dat jaar besloot hij om in Oost-Azië enkele shows te houden. Zo hield hij er in Bali, Bangkok, Jakarta en Taipei. Ook maakte hij deel uit van de groep ontwerpers die samen een expositie hield in een arena voor stierengevechten bij de Expo '92 in Sevilla, Spanje. Dat jaar kwam Takada met zijn derde geurtje, het tweede voor vrouwen: Parfum d'Éte. Er werd ook een show georganiseerd om de 10-jarige verjaardag van het verdrag van vriendschap en verdraagzaamheid tussen Tokio en Japan te vieren.
Het daaropvolgende jaar vierde de Bunka Modeacademie haar zeventigste jubileum. Takada besloot voor die gelegenheid deel te nemen aan de expositie die daarvoor georganiseerd werd. Dat jaar hakte hij de knoop door en koos er uiteindelijk toch voor om het modelabel en de parfumlijn te verkopen aan het Franse modeconglomeraat Louis Vuitton Moët Hennessy.
Om de zomerzonnewende van 1994 te vieren, hulde Takada de Pont Neuf in Parijs in begonia's en klimop. Volgens hem was het een eerbetoon aan de drie dingen waar hij van houdt: Parijs, bloemen en de zomer. Dat jaar nog werd er een nieuw parfum genaamd Kashaya gelanceerd.
Een samenwerking met Renault kwam er in 1995. Takada kreeg toen de gelegenheid om het interieur te ontwerpen voor de limited-edition Kenzo Twingo. Het interieur van deze auto was gesierd met opvallende bloemen. Dat jaar volgde er weer een tour door Oost-Azië met stops in Hongkong, Shanghai, Singapore, Seoel en Taipei. De drie daaropvolgende jaren kwam Kenzo met vijf nieuwe parfums, waaronder L'Eau par Kenzo en Jungle L'Éléphant in 1996 en Le Monde est Beau en Jungle Le Tigre in 1997. En in 1998 werd Jungle Pour Homme gelanceerd. Dat jaar ontwierp Takada een tas die kenmerkend zou worden voor het modehuis: de Pagodon.
"Kenzo: 30 Years Already" was een expositie die een jaar later tentoongesteld werd in het Musée de la Mode in Marseille. In februari ontving hij een Time for Peace Fashion Award. Takada kondigde zijn pensioen aan in september dat jaar. Gilles Rosier werd zijn opvolger voor de vrouwencollectie. Takada toonde zijn laatste collectie, samenvallend met een retrospectief van drie decennia, in oktober van datzelfde jaar. Dit deed hij voor een publiek van wel 4000 genodigden.

## Overname van zijn label
Met de overname van Takada's label wordt eigenlijk bedoeld dat de functie als artistiek directief van de vrouwencollectie over wordt gedragen aan een andere ontwerper of meerdere ontwerpers.
De overname van zijn label begon eigenlijk al stilletjes aan in 1993. Dat jaar werden zijn modelabel en parfumlijn namelijk verkocht aan Louis Vuitton Moët Hennessy. Dit was geen heuse overname, maar sindsdien maakte Takada's label deel uit van het conglomeraat LVMH. Dit zorgde op economisch vlak voor heel wat voordelen.
In september 1999 kondigde Kenzo Takada zijn pensioen aan. Gilles Rosier werd aangeduid als zijn opvolger voor de vrouwencollectie. Rosier bekleedde deze functie voor ongeveer vier jaar tot hij werd vervangen door de Italiaan Antonio Marras. Onder hem kwam er een nieuw hoofdkantoor op de Rue Vivienne te Parijs. Later, in 2008, schopte Antonio Marras het tot creatief directeur van het Kenzo-label. In juli 2011 kwam er echter een einde aan Antonio Marras' carrière bij Kenzo. Hij voegde zich immers bij het ontwerpteam van het modehuis Dior. De jonge Amerikaanse cultontwerpers Humberto Leon en Carol Lim werden aangesteld als vervangers van Antonio Marras. De ontwerpers Humberto Leon en Carol Lim wilden graag een Kenzo-trui ontwerpen. Kenzo Takada wilde weten van welk materiaal Leon deze trui wilde produceren. Leon gaf aan dat hij dit van sweatshirt materiaal wilde doen, waarop Takada zei: ‘we maken geen sweatshirts’. Het had dus maar weinig gescheeld of de zo gewilde Kenzo-truien hadden nooit het levenslicht gezien.

## Pensionering
Na zijn pensioen bij het modehuis Kenzo bleef Takada actief op verschillende creatieve vlakken. Hij hield zich vooral bezig met meubelontwerp en kunst.
In september 2005 stelde hij een eigen collectie van meubilair en serviesgoed tentoon bij de handelsbeurs Maison et Objet in Parijs. Het label van meubilair en serviesgoed werd Gokan Kobo genoemd. Het jaar daarop werkte Kenzo Takada samen met Baccarat om kristallen stukken te kunnen maken die Oriëntaals geïnspireerd waren. Takada overleed op 4 oktober 2020 in het Hôpital américain de Paris aan de gevolgen van Covid-19.